# Харитонов, Владимир Михайлович
Владимир Михайлович Харитонов (7 января 1919 — 14 марта 1996) — командир звена 10-го отдельного Московского Краснознамённого разведывательного авиационного полка 1-й воздушной армии 3-го Белорусского фронта, старший лейтенант. Герой Советского Союза.

## Биография
Родился 7 января 1919 года в городе Псков в семье рабочего. Русский. Член ВКП(б)/КПСС с 1944 года. После окончания семилетней школы учился на часового мастера, затем работал в артели «Часовая техника». С отличием окончил аэроклуб.
В 1939 году призван в Красную Армию. Срочную службу начал в роте охраны авиационного полка, затем поступил в Балашовскую военную авиационную школу пилотов. Здесь встретил начало Великой Отечественной войны. Сержант Харитонов закончил ускоренный курс обучения, но на фронт не попал. Прошёл переподготовку на самолёт-штурмовик Ил-2.
С февраля 1942 года участвовал в боевых действиях против немецких войск. Боевое крещение сержант Харитонов получил под Можайском. Вскоре, после упорных тренировок, он зарекомендовал себя опытным воздушным разведчиком и охотником. Появляясь внезапно над целью на бреющем полете, он фотографировал аэродромы и другие важные объекты. Стремительны и точны были его штурмовые удары.
В одном из разведывательных вылетов был сбит над оккупированной территорией, четыре дня выходил к линии фронта. В столкновении с немецким патрулём убил офицера. Вернувшись в полк, продолжал выполнять боевые задания. В составе полка участвовал в сражении под Орлом и Курском, обеспечивал командование ценными разведданными при освобождении Смоленщины и Белоруссии.
К сентябрю 1944 года старший лейтенант Харитонов совершил 175 боевых вылетов на разведку, фотографирование и штурмовку живой силы, оборонительных рубежей, аэродромов противника. Провёл 12 воздушных боев, в которых сбил лично 3 вражеских самолёта. Был представлен к геройскому званию.
Указом Президиума Верховного Совета СССР от 23 февраля 1945 года «за образцовое выполнение заданий командования и проявленные мужество и героизм в боях с немецко-фашистскими захватчиками» старшему лейтенанту Харитонову Владимиру Михайловичу присвоено звание Героя Советского Союза с вручением ордена Ленина и медали «Золотая Звезда».
Затем были боевые вылеты в небе Прибалтики и Восточной Пруссии, участие в штурме Кёнигсберга. Всего за годы войны Харитонов совершил 296 боевых вылетов на разведку и штурмовку противника, в воздушных боях сбил 7 вражеских самолётов.
После Победы остался в ВВС. В 1953 году окончил Высшие курсы усовершенствования офицерского состава. С 1960 подполковник Xаритонов — в запасе. Жил в городе Горьком. До выхода на пенсию работал на металлургическом комбинате.
Скончался 14 марта 1996 года. Похоронен на Сортировочном кладбище Нижнего Новгорода.
Постановлением Городской Думы города Нижний Новгород от 27 апреля 1995 года В. М. Харитонову присвоено звание «Почётный гражданин города Нижнего Новгорода».
Награждён орденом Ленина, четырьмя орденами Красного Знамени, орденом Александра Невского, двумя орденами Отечественной войны 1-й степени, орденом Отечественной войны 2-й степени, двумя орденами Красной Звезды, медалями.